# Le Barroux
Le Barroux – miejscowość i gmina we Francji, w regionie Prowansja-Alpy-Lazurowe Wybrzeże, w departamencie Vaucluse.
Według danych na rok 1990 gminę zamieszkiwało 499 osób, a gęstość zaludnienia wynosiła 31 osób/km² (wśród 963 gmin regionu Prowansja-Alpy-W. Lazurowe Le Barroux plasuje się na 489. miejscu pod względem liczby ludności, natomiast pod względem powierzchni na miejscu 574.).
W miasteczku znajdują się dwa benedyktyńskie opactwa sui iuris, założone z inspiracji Dom Gérarda Calvet'a: męskie św. Marii Magdaleny i żeńskie Zwiastowania Najświętszej Maryi Pannie.

## Galeria

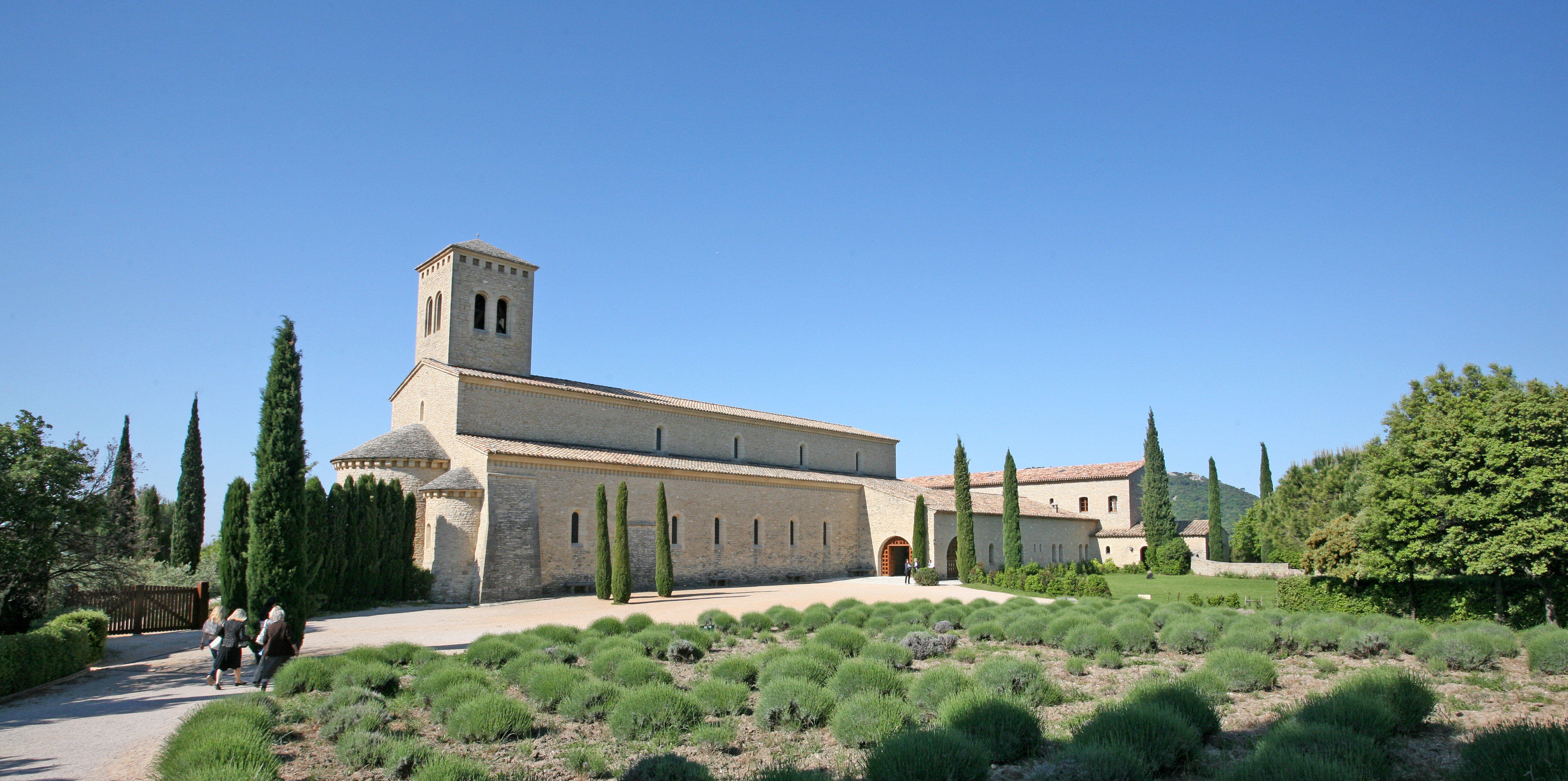
Opactwo św. Marii Magdaleny
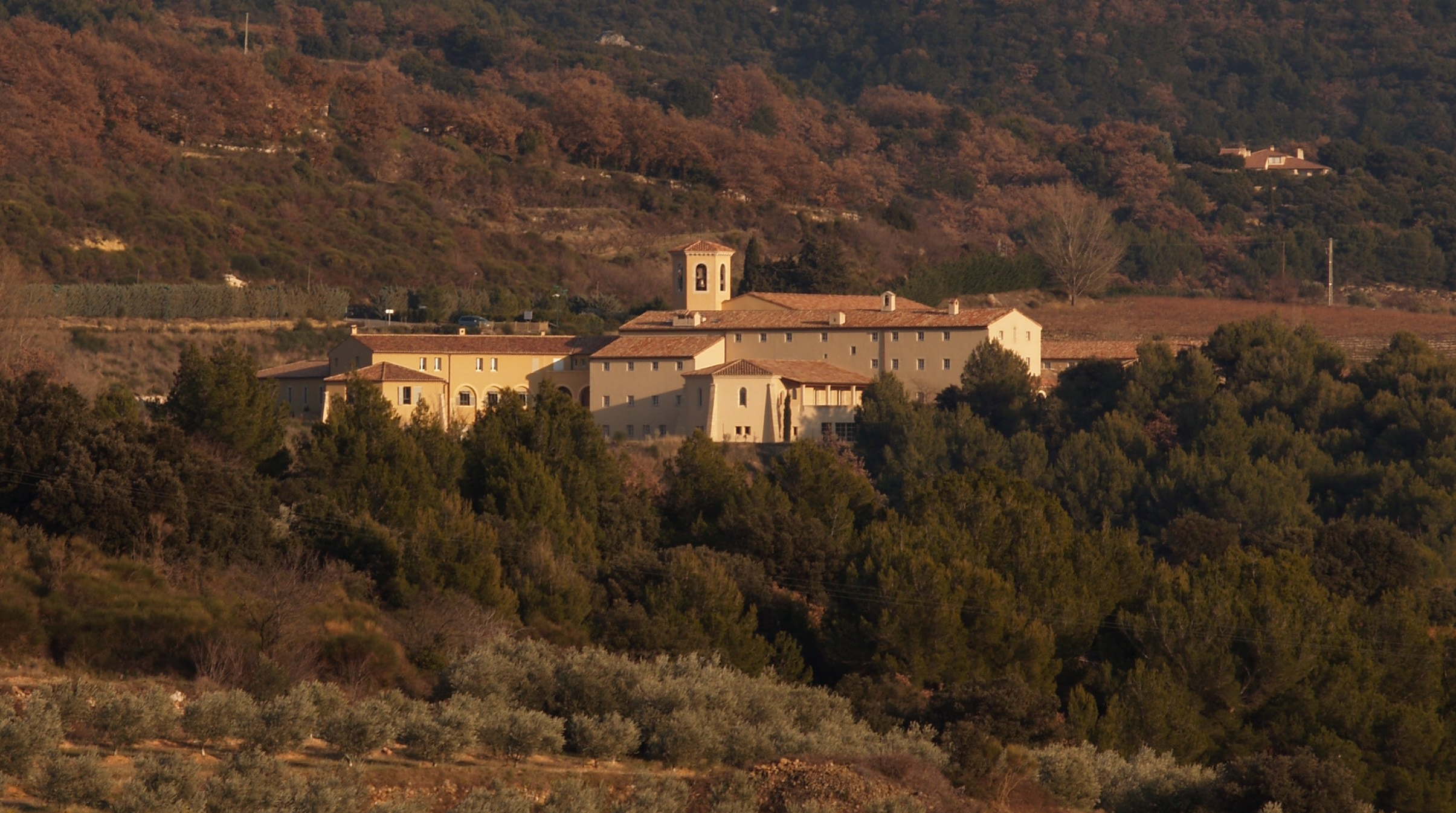
Opactwo Zwiastowania Najświętszej Maryi Pannie
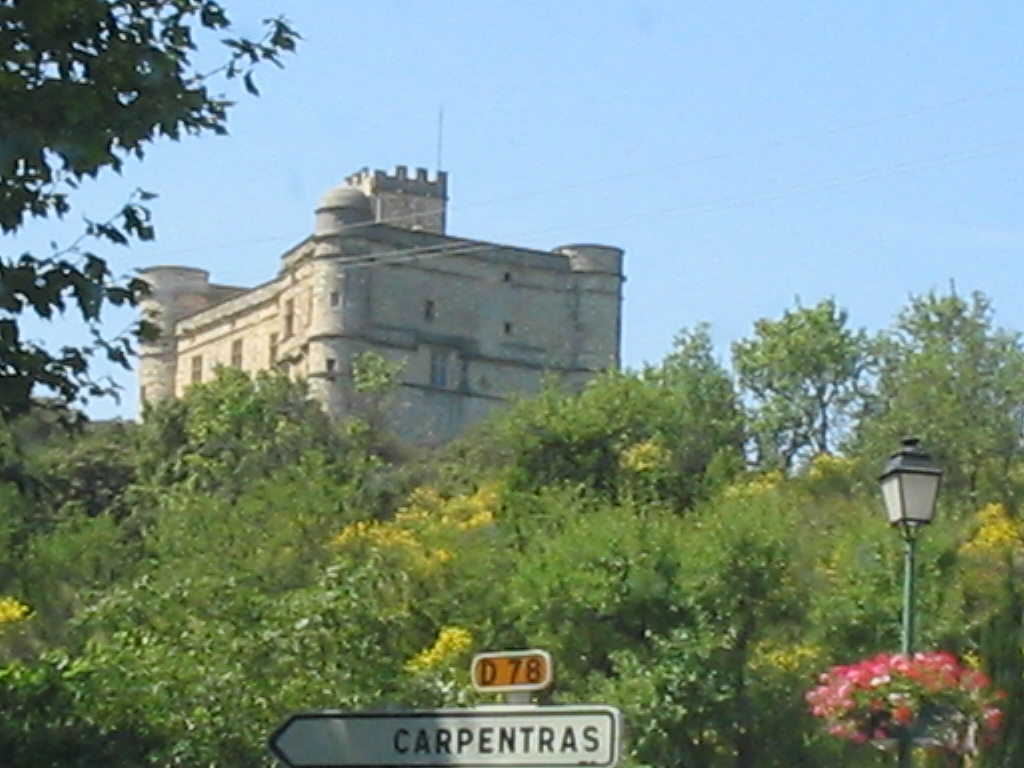
Zamek w Le Barroux